# 홍덕 (프로게이머)
홍덕(1995년 8월 21일 ~ )은 대한민국의 스타크래프트 II 프로게이머이다. Ruin, Ruin1[WHITE] 라는 아이디를 사용하며, 클랜은 WHITE 소속이며 종족은 프로토스이다.
2011년 상반기 드래프트에서 STX SouL의 3차 지명으로 입단하였다.
2012년 1월 웨이버 공시가 발표되며 잠시 은퇴하였다.
2013년 4월 LG-IM에 입단하면서 스타크래프트 II 프로게이머로 활동하고 있다.
2014년 7월 대만 프로게임단인 Wayi Spider로 이적했다.

## 수상 경력
- 2011년 제63회 스타크래프트 준프로게이머 선발전 입상
- 2013년 2013 WCS Korea Season 1 챌린저리그 32강
- 2013년 2013 WCS 코리아 시즌 2 챌린저리그 32강
- 2013년 2013 WCS 코리아 시즌 3 챌린저리그 32강
- 2014년 2014 WCS 코리아 시즌 1 핫식스 글로벌 스타크래프트 II 리그 코드 S 32강
- 2014년 2014 WCS 코리아 시즌 2 핫식스 글로벌 스타크래프트 II 리그 코드 S 32강
- 2014년 2014 WCS 코리아 시즌 3 핫식스 글로벌 스타크래프트 II 리그 코드 A 48강
- 2014년 TeSL 2014-2015 Season 1 우승
- 2015년 TeSL 2014-2015 Season 2 우승
- 2015년 2015 DreamHack Open: Tours 32강
- 2015년 3rd Hong Kong Esports Tournament 8강